# Estampida en el estadio Cuscatlán
La estampida en el Estadio Cuscatlán ocurrió en la noche del 20 de mayo de 2023, en dicho estadio en San Salvador, capital de El Salvador, durante un partido de fútbol entre los equipos Alianza y FAS, ocasionando la muerte de 12 personas y un estimado de 100 heridos.

## Antecedentes
El Estadio Cuscatlán, cuenta con una capacidad de más de 40 mil personas, por el cual está considerado uno de los estadios más grandes del país.
Aunque acerca de los motivos detrás de la tragedia no se sabe mucho, se ha confirmado que varios afiliados de los equipos de fútbol intentaron ingresar al estadio de alguna manera para poder ver el partido, esto provocó una avalancha grande de aproximadamente cientos de aficionados donde ingresaron al estadio. Mientras tanto, la sesión del juego estaba vigente.Se especula que la mala gestión en la entrada del recinto, además de una supuesta venta de boletos falsos fueron la causa de una tragedia de tal magnitud. 
En el marco del Torneo Clausura 2023 de El Salvador, correspondía el partido de vuelta de cuartos de final entre los equipos Alianza y el Club Deportivo FAS en dicho estadio, a nivel global iba ganando el equipo de FAS por 1 gol. Antes de que comenzara el partido un grupo de aficionados se congregó afuera del estadio para poder ingresar, mientras que otros iban ingresando al estadio.
Muchas de las personas que ya estaban en el estadio viendo el partido, quedaron atrapadas producto del ingreso masivo de personas al recinto, provocando momentos de tensión.

## Estampida
Eran cerca de las 8 de la noche, hora local cuando ocurrió la tragedia, muchas personas estaban hacinadas en el porton principal del estadio, cuando este cedió, provocando que muchas personas se fueran al vacío, ocasionando la tragedia.

## Investigación
Tras los anuncios de lo sucedido, el presidente de El Salvador, Nayib Bukele, tuiteó que iniciarán una investigación de lo ocurrido, incluyendo investigar a cualquier tipo de organización de fútbol.A dia de hoy no ha habido una resolución pública de este caso, sin embargo se procedió al encarcelamiento de los dirigentes de Alianza Futbol Club por su mala gestión en la venta de boletería e ingreso al recinto, además de los encargados del estadio. 
Las autoridades salvadoreñas se encuentran al momento investigando la tragedia, para dar con las causas de la estampida humana.
Por lo tanto, las autoridades salvadoreñas informaron sobre la supuesta venta de boletos falsos a personas en un método de ingresar al dicho estadio.

## Reacciones internacionales
- Guatemala: la Federación de Fútbol de Guatemala mostró sus condolencias por este accidente.[16]

- Nicaragua: la Federación de Fútbol de Nicaragua mostró sus condolencias por es incidente.

- Costa Rica: La Federación Costarricense de fútbol mostró sus condolencias por este incidente.[17] En un partido por la final entre la Liga Deportiva Alajuelense y el Deportivo Saprissa se realizó un minuto de silencio debido a lo ocurrido.[18]

- México: En el partido de vuelta de las semifinales del Clausura 2023 entre el Club América y el Club Deportivo Guadalajara, también se llevó a cabo un minuto de silencio por las víctimas.[19]

- España: Equipos de la Primera División de España como el Real Madrid C.F, Atlético de Madrid y el Cádiz C.F mostraron sus condolencias debido al accidente.[16]

- Alemania: El equipo de la Bundesliga, Borussia Dortmund mostró sus condolencias debido al accidente.[20]

- Gianni Infantino, mostró sus condolencias a través de Instagram.[21]

## Artículos relacionados
- Tragedia del Estadio Kanjuruhan - un accidente similar ocurrido en Indonesia.